# Zegenrode
Zegenrode is een particulier landgoed van 35 ha dat zich bevindt tussen Boxtel en Sint-Michielsgestel.
Het gebied ligt op een voormalige stuifzandrug langs de Dommel en is verder ingeklemd tussen de landgoederen Venrode, Zegenwerp en Wilhelminapark. Het bestaat voornamelijk uit naaldbos en enkele door uitstuiving ontstane vennen.